# FC Neftchi Kochkor-Ata
El FC Neftchi es un equipo de fútbol de Kirguistán que juega en la Liga de fútbol de Kirguistán, la liga de fútbol más importante del país.

## Historia
Fue fundado en el año 1952 en la ciudad de Kochkor-Ata y cuenta con solo un título de Liga en el año 2010 y 1 supercopa en el mismo año.
A nivel internacional ha participado en 3 torneos continentales, el primero fue la Copa Presidente de la AFC 2011 donde fue eliminado en semifinales por el Yadanabon FC de Birmania.

## Palmarés
- Liga de fútbol de Kirguistán: 1

2010
- Copa de Kirguistán: 1

2019
- Supercopa de Kirguistán: 1

2010

## Participación en competiciones de la AFC
| Temporada | Torneo              | Ronda      | Club                  | Casa | Visita | Global   |
| --------- | ------------------- | ---------- | --------------------- | ---- | ------ | -------- |
| 2011      | AFC President's Cup | Grupo A    | Abahani Limited Dhaka | 2–0  | 2–0    | 1° Lugar |
| 2011      | AFC President's Cup | Grupo A    | Don Bosco             | 2–0  | 2–0    | 1° Lugar |
| 2011      | AFC President's Cup | Grupo A    | Phnom Penh Crown      | 1–0  | 1–0    | 1° Lugar |
| 2011      | AFC President's Cup | Fase Final | Phnom Penh Crown      | 0–3  | 0–3    | 2nd      |
| 2011      | AFC President's Cup | Fase Final | Yadanarbon            | 8–2  | 8–2    | 2nd      |
| 2020      | AFC Cup             | Play-off   | Khujand               | 1–0  | 0–3    | 1–3      |
| 2022      | AFC Cup             | Grupo E    | Sogdiana Jizzakh      | 0–2  | 0–2    | 4° Lugar |
| 2022      | AFC Cup             | Grupo E    | Altyn Asyr            | 0–1  | 0–1    | 4° Lugar |
| 2022      | AFC Cup             | Grupo E    | CSKA Pamir Dushanbe   | 0–0  | 0–0    | 4° Lugar |